# シス-ジクロロビス(エチレンジアミン)コバルト(III)塩化物
シス-ジクロロビス(エチレンジアミン)コバルト(III)塩化物（英語: Cis-Dichlorobis(ethylenediamine)cobalt(III) chloride）は、[CoCl2(en)2]Cl（en = エチレンジアミン）の化学式を持つ塩である。この塩は、カチオン性配位錯体と塩化物アニオンからなる。水に可溶な菫色の反磁性固体である。この塩の塩化物イオンの一つは容易にイオン交換を起こすが、他の二つの塩化物イオンは金属中心に結合しているため反応性が低い。

## 合成および光学分割

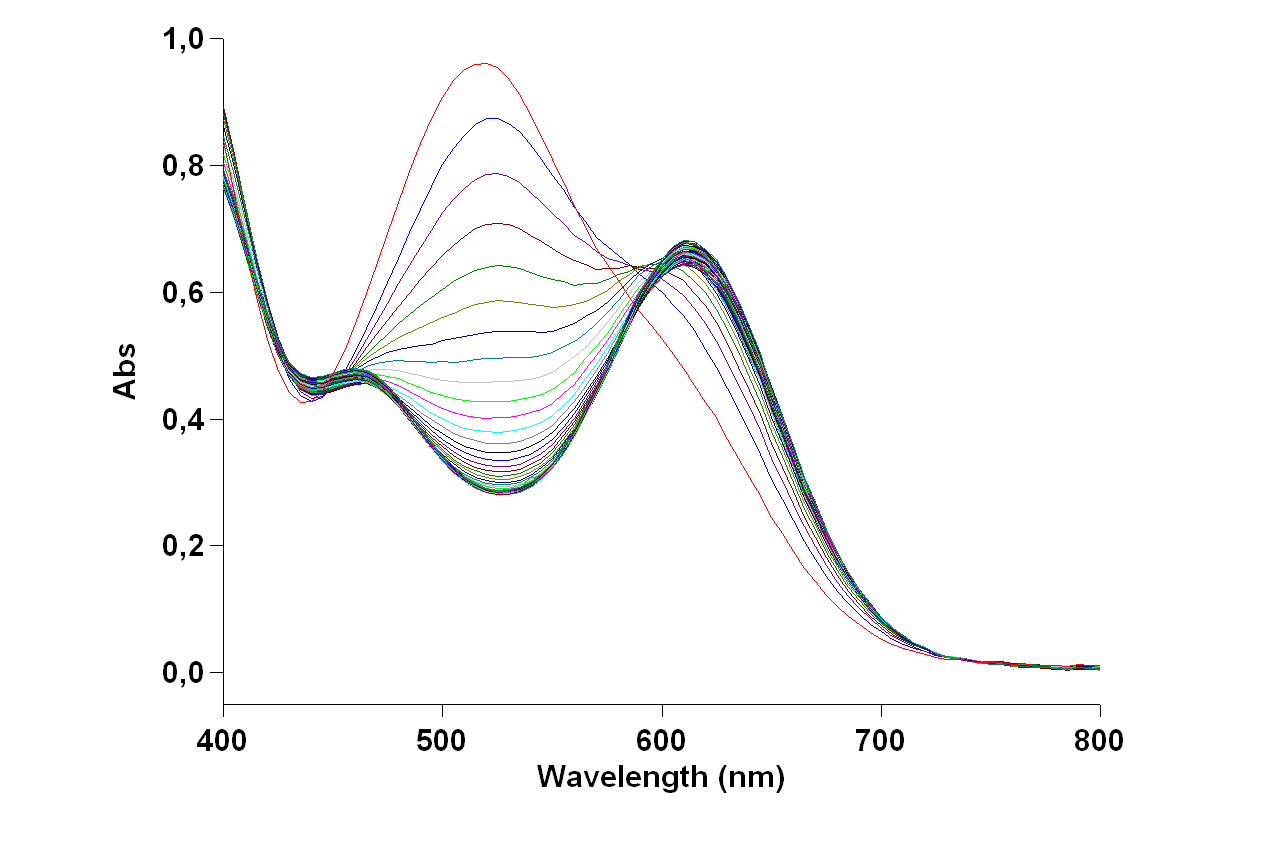
trans-[CoCl_{2}(en)_{2}]^{+}からcis異性体への変換の様々な段階におけるUV-visスペクトル。

シス-ジクロロビス(エチレンジアミン)コバルト(III)塩化物は、トランス-ジクロロビス(エチレンジアミン)コバルト(III)塩化物の溶液を加熱することにより得られる。例えば、蒸気浴を用いる。
ラセミ体は、d-α-ブロモカンファ-π-スルホン酸塩の形成により、二つのエナンチオマー（ΛおよびΔ）に光学分割できる。ジアステレオマー塩は再結晶により分離される。精製後、個々のジアステレオマーは氷冷塩酸との反応により塩化物塩に戻される。

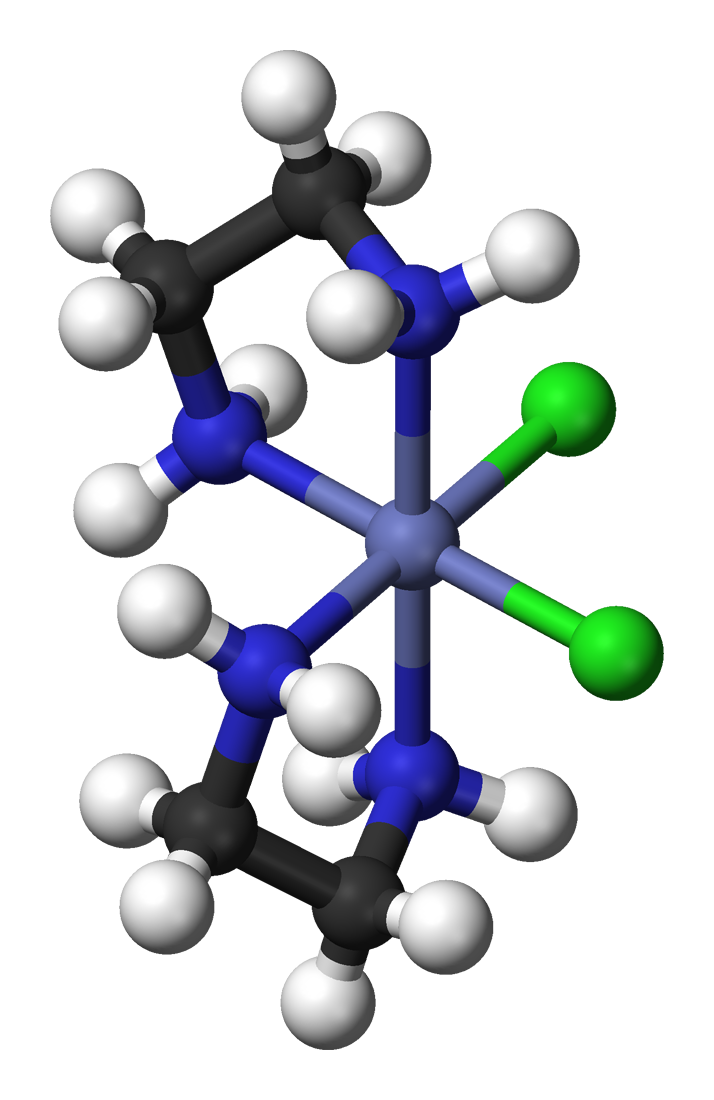
Λ-cis-[CoCl2(en)2]+
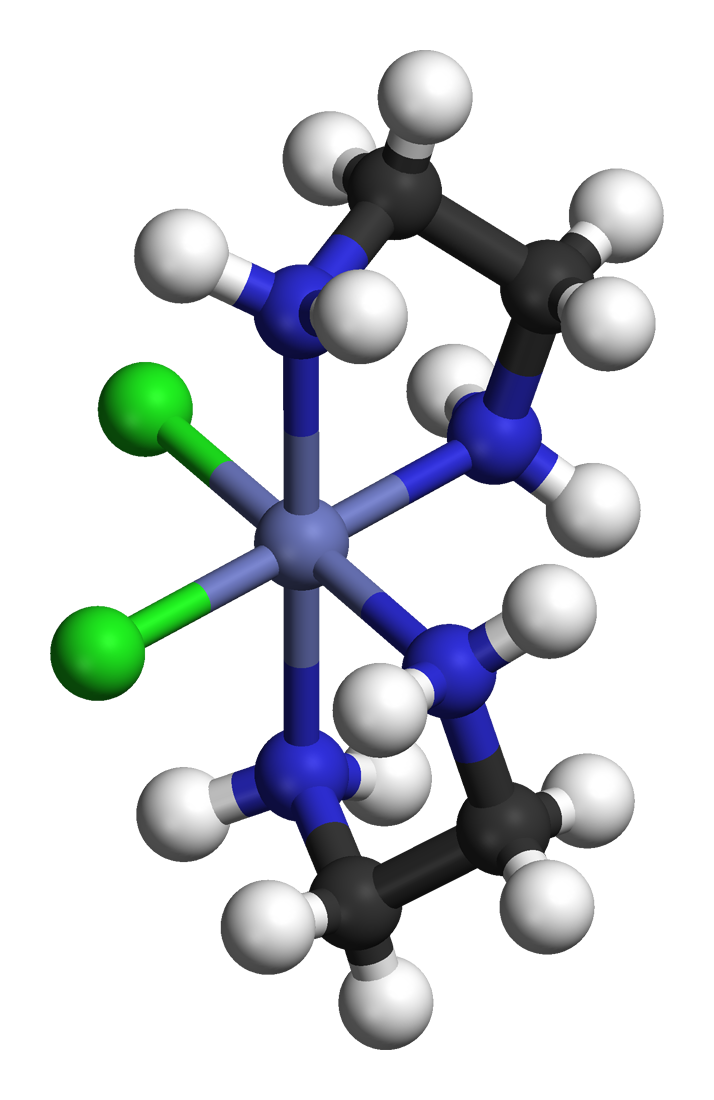
Δ-cis-[CoCl2(en)2]+

## 関連錯体
この塩は、鈍い緑色の異性体であるtrans-ジクロロビス(エチレンジアミン)コバルト(III)塩化物よりも溶解度が低い。この異性体対は、配位化学の分野の発展において重要な役割を果たした。キラルなシス異性体は、トランス異性体を加熱することで得られる。ジクロロビス(エチレンジアミン)コバルト(III)の両方の異性体は、立体化学的研究でよく用いられてきた。
トリス(エチレンジアミン)コバルト(III)塩化物は、ビス(エチレンジアミン)錯体とは対照的に置換反応を起こさない。